# Långnälasjön
Långnälasjön är en sjö i Skinnskattebergs kommun i Västmanland och ingår i Norrströms huvudavrinningsområde. Sjön är 16,6 meter djup, har en yta på 0,876 kvadratkilometer och befinner sig 85 meter över havet. Sjön avvattnas av vattendraget Stockmorbäcken.

## Delavrinningsområde
Långnälasjön ingår i det delavrinningsområde (661440-150604) som SMHI kallar för Mynnar i Lundbysjön. Medelhöjden är 92 meter över havet och ytan är 40,16 kvadratkilometer. Det finns inga avrinningsområden uppströms utan avrinningsområdet är högsta punkten. Stockmorbäcken som avvattnar avrinningsområdet har biflödesordning 4, vilket innebär att vattnet flödar genom totalt 4 vattendrag innan det når havet efter 162 kilometer. Avrinningsområdet består mestadels av skog (88 procent). Avrinningsområdet har 1,24 kvadratkilometer vattenytor vilket ger det en sjöprocent på 3,1 procent.